# أوغي (ساغا)
مدينة أوغي (بالإنجليزية: Ogi) هي أحد المدن التابعة لمحافظة ساغا. تأسست رسميًا في 01/03/2005. ويقدر عدد سكانها بـ 45516 نسمة حسب تقدير مكتب الإحصاء الياباني لعام 2012. تبلغ مساحة أوغي 95.85 كم2. بكثافة سكانية تبلغ 475 نسمة/كم2.